# Antrain
Antrain is een plaats in Frankrijk, in de Franse regio Bretagne. Sinds 1 januari 2019 maakt Antrain deel uit van de nieuw gevormde gemeente Val-Couesnon. De inwoners worden Antrainais genoemd. Bezienswaardig is het Château de Bonnefontaine.

## Geografie
De oppervlakte van Antrain bedraagt 9,3 km².
De onderstaande kaart toont de ligging van Antrain met de belangrijkste infrastructuur en aangrenzende gemeenten.

## Demografie
Onderstaande figuur toont het verloop van het inwonertal, bron: INSEE-tellingen. 